# Estudio Op. 25, n.º 8 (Chopin)

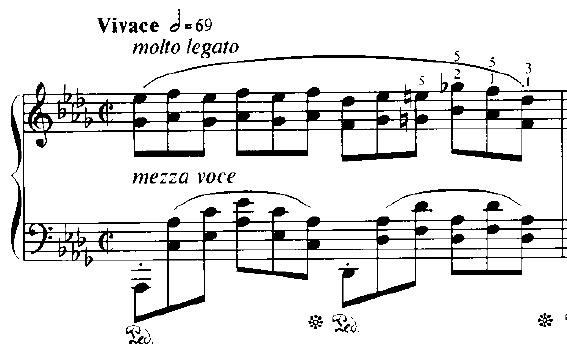
Fragmento inicial del Estudio Op. 25, n.º 8 de Fryderyk Chopin.

El Estudio Op. 25, n.º 8 en Re bemol mayor es un estudio para piano compuesto en 1834 por el polaco Fryderyk Chopin. Este estudio es también conocido por el sobrenombre de "Aux sixtes", el cual recibe debido a la distancia entre las notas, como se ve en la imagen. Hans von Bülow dijo, a propósito de las sextas, que eran el ejercicio más útil de todos los que se pueden encontrar en los Estudios de Chopin. 
Fue publicado en 1837, junto con el resto de estudios del opus 25, que había sido compuesto entre 1832 y 1836. 